# استاری دزدزین
استاری دزدزین (به لاتین: Stary Dzedzin) یک آبادی در بلاروس است.